# Persone di nome Oliver
| Questa pagina contiene informazioni ricavate automaticamente dalle voci biografiche con l'ausilio del template Bio e di un bot. L'aggiornamento è periodico e automatico e ricostruisce completamente la pagina. Se manca una persona in questa lista, sei pregato di non aggiungerla, ma accertati piuttosto che la sua voce biografica contenga il template Bio e che i dati anagrafici siano correttamente compilati. Se il template Bio manca, inseriscilo tu stesso o, in alternativa, metti l'avviso {{tmp\|Bio}} che ne segnala la mancanza. Se i dati riportati sono sbagliati, correggi direttamente la voce biografica; le modifiche saranno visibili in questa lista entro pochi giorni. Per chiarimenti vedi il progetto antroponimi. La lista contiene solo le 280 persone che sono citate nell'enciclopedia e per le quali è stato implementato correttamente il template Bio. Pagina aggiornata al 6 ago 2025. |

Questa è una lista di persone presenti nell'enciclopedia che hanno il nome Oliver, suddivise per attività principale.

## Allenatori di calcio(8)
- Oliver Barth, allenatore di calcio e ex calciatore tedesco (Bad Cannstatt, n. 1979)
- Olivier Deschacht, allenatore di calcio e ex calciatore belga (Gand, n. 1981)
- Oliver Glasner, allenatore di calcio e ex calciatore austriaco (Salisburgo, n. 1974)
- Oliver Lederer, allenatore di calcio e ex calciatore austriaco (n. 1978)
- Oliver Neuville, allenatore di calcio e ex calciatore svizzero (Locarno, n. 1973)
- Oliver Reck, allenatore di calcio e ex calciatore tedesco (Francoforte sul Meno, n. 1965)
- Oliver Schäfer, allenatore di calcio e ex calciatore tedesco (Lahr/Schwarzwald, n. 1969)
- Oliver Sorg, allenatore di calcio e ex calciatore tedesco (Engen, n. 1990)

## Allenatori di pallacanestro(2)
- Oliver Kostić, allenatore di pallacanestro serbo (Pirot, n. 1973)
- Oliver Purnell, allenatore di pallacanestro statunitense (Berlin, n. 1953)

## Animatori(2)
- Olivier Jean-Marie, animatore e regista francese (Brunoy, n. 1960 - Rueil-Malmaison, † 2021)
- Ollie Johnston, animatore statunitense (Palo Alto, n. 1912 - Sequim, † 2008)

## Arbitri di calcio(1)
- Oliver Drachta, arbitro di calcio austriaco (Linz, n. 1977)

## Arcivescovi cattolici(1)
- Oliver Plunkett, arcivescovo cattolico irlandese (Loughcrew, n. 1625 - Tyburn, † 1681)

## Attori(17)
- Oliver Aquino, attore, ballerino e cantante filippino (Marikina, n. 1989)
- Oliver Chris, attore e commediografo britannico (Royal Tunbridge Wells, n. 1978)
- O. B. Clarence, attore britannico (Londra, n. 1870 - Hove, † 1955)
- Oliver Ford Davies, attore e scrittore britannico (Londra, n. 1939)
- Olivier Gruner, attore e artista marziale francese (Parigi, n. 1960)
- Oliver Hardy, attore e comico statunitense (Harlem, n. 1892 - North Hollywood, † 1957)
- Oliver Hudson, attore statunitense (Los Angeles, n. 1976)
- Oliver Jackson-Cohen, attore e modello britannico (Westminster, n. 1986)
- Oliver James, attore e musicista britannico (Ottershaw, n. 1980)
- Oliver Masucci, attore tedesco (Stoccarda, n. 1968)
- Oliver McGowan, attore statunitense (Kipling, n. 1907 - Hollywood, † 1971)
- Burgess Meredith, attore statunitense (Cleveland, n. 1907 - Malibù, † 1997)
- Oliver Platt, attore canadese (Windsor, n. 1960)
- Oliver Ruano, attore e modello spagnolo (Madrid, n. 1992)
- Oliver Stark, attore britannico (Londra, n. 1991)
- Oliver Stokowski, attore tedesco (Kassel, n. 1962)
- Oliver Tompsett, attore e cantante britannico (Abingdon-on-Thames, n. 1981)

## Aviatori(1)
- Oliver von Beaulieu-Marconnay, aviatore e ufficiale tedesco (Charlottenburg, n. 1898 - Arlon, † 1918)

## Bassisti(1)
- Oliver Riedel, bassista tedesco (Schwerin, n. 1971)

## Batteristi(1)
- Taylor Hawkins, batterista statunitense (Fort Worth, n. 1972 - Bogotà, † 2022)

## Biografi(1)
- Oliver Elton, biografo e critico letterario inglese (n. 1861 - † 1945)

## Canoisti(2)
- Oliver Fix, ex canoista tedesco (n. 1973)
- Oliver Kegel, ex canoista tedesco (Berlino Ovest, n. 1961)

## Canottieri(3)
- Oliver Cook, canottiere britannico (n. 1990)
- Oliver Wynne-Griffith, canottiere britannico (Guildford, n. 1994)
- Oliver Zeidler, canottiere e ex nuotatore tedesco (Dachau, n. 1996)

## Cantanti(4)
- Olly Alexander, cantante e attore britannico (Harrogate, n. 1990)
- Oliver Cheatham, cantante statunitense (Detroit, n. 1948 - † 2013)
- Oliver Dragojević, cantante croato (Spalato, n. 1947 - Spalato, † 2018)
- MC Livinho, cantante brasiliano (San Paolo, n. 1994)

## Cantautori(2)
- Olly Murs, cantautore e personaggio televisivo britannico (Witham, n. 1984)
- Oliver Tree, cantautore e rapper statunitense (Santa Cruz, n. 1993)

## Cestisti(15)
- Oliver Braun, ex cestista tedesco (Hannover, n. 1973)
- Oliver Clay, ex cestista tedesco (Berlino, n. 1987)
- Ollie Darden, ex cestista statunitense (Aberdeen, n. 1944)
- Oliver Herkelmann, ex cestista tedesco (Hagen, n. 1968)
- Ollie Johnson, ex cestista statunitense (Washington, n. 1942)
- Oliver Lafayette, ex cestista statunitense (Baton Rouge, n. 1984)
- Ollie Mack, ex cestista statunitense (New York, n. 1957)
- Oliver Mackeldanz, cestista tedesco (Berlino, n. 1990)
- Oliver Miller, cestista statunitense (Fort Worth, n. 1970 - † 2025)
- Oliver Popović, ex cestista e allenatore di pallacanestro jugoslavo (Užice, n. 1970)
- Oliver Robinson, ex cestista e politico statunitense (Birmingham, n. 1960)
- Ollie Shoaff, cestista e allenatore di pallacanestro statunitense (Mount Carmel, n. 1923 - Mount Carmel, † 2001)
- Oliver Stević, cestista serbo (Belgrado, n. 1984)
- Ollie Taylor, cestista statunitense (New York, n. 1947 - Pearland, † 2025)
- Oliver Vogt, ex cestista svizzero (Basilea, n. 1980)

## Chimici(1)
- Oliver Wolcott Gibbs, chimico statunitense (New York, n. 1822 - Newport, † 1908)

## Chitarristi(1)
- Oli Brown, chitarrista e cantautore inglese (Norfolk, n. 1989)

## Ciclisti su strada(4)
- Oliver Knight, ciclista su strada britannico (Bedford, n. 2001)
- Oliver Naesen, ciclista su strada belga (Ostenda, n. 1990)
- Oliver Stockwell, ciclista su strada e ciclocrossista britannico (Welwyn Garden City, n. 2002)
- Oliver Zaugg, ex ciclista su strada svizzero (Lachen, n. 1981)

## Combinatisti nordici(1)
- Oliver Warg, ex combinatista nordico tedesco orientale (n. 1963)

## Compositori(2)
- Oliver Knussen, compositore e direttore d'orchestra britannico (Glasgow, n. 1952 - Londra, † 2018)
- Oliver Wallace, compositore britannico (Londra, n. 1887 - Los Angeles, † 1963)

## Direttori della fotografia(3)
- Oliver T. Marsh, direttore della fotografia statunitense (Kansas City, n. 1892 - Hollywood, † 1941)
- Oliver Stapleton, direttore della fotografia britannico (Londra, n. 1948)
- Oliver Wood, direttore della fotografia britannico (Londra, n. 1942 - Los Angeles, † 2023)

## Dirigenti d'azienda(1)
- Oliver Blume, dirigente d'azienda tedesco (Braunschweig, n. 1968)

## Dirigenti sportivi(3)
- Oliver Bierhoff, dirigente sportivo e ex calciatore tedesco (Karlsruhe, n. 1968)
- Oliver Kahn, dirigente sportivo e ex calciatore tedesco (Karlsruhe, n. 1969)
- Oliver Mintzlaff, dirigente sportivo e ex mezzofondista tedesco (Lipsia, n. 1975)

## Disc jockey(5)
- Oliver Heldens, disc jockey e produttore discografico olandese (Rotterdam, n. 1995)
- Oliver Huntemann, disc jockey e produttore discografico tedesco (Hannover, n. 1968)
- Oliver Koletzki, disc jockey e produttore discografico tedesco (Braunschweig, n. 1974)
- Oliver Lieb, disc-jockey tedesco (Francoforte sul Meno, n. 1969)
- Space Tribe, disc jockey inglese (Londra, n. 1958 - Londra, † 2021)

## Economisti(2)
- Oliver Hart, economista britannico (Londra, n. 1948)
- Oliver Williamson, economista statunitense (Superior, n. 1932 - Berkeley, † 2020)

## Fisici(2)
- Oliver Joseph Lodge, fisico britannico (Penkhull, n. 1851 - Wilsford, † 1940)
- Oliver Penrose, fisico e matematico britannico (Colchester, n. 1929)

## Generali(3)
- Oliver Cromwell, generale e politico inglese (Huntingdon, n. 1599 - Londra, † 1658)
- Oliver O. Howard, generale statunitense (Leeds, n. 1830 - Burlington, † 1909)
- Oliver Leese, generale britannico (Londra, n. 1894 - Londra, † 1978)

## Genetisti(1)
- Oliver Smithies, genetista inglese (Halifax, n. 1925 - Chapel Hill, † 2017)

## Giavellottisti(1)
- Oliver Helander, giavellottista finlandese (n. 1997)

## Ginnasti(2)
- Oliver Hegi, ginnasta svizzero (Villmergen, n. 1993)
- Oliver Olsen, ginnasta e multiplista statunitense

## Giocatori di football americano(5)
- Oliver Beeck, ex giocatore di football americano tedesco (n. 1988)
- Oliver Luck, ex giocatore di football americano e dirigente sportivo statunitense (n. 1960)
- Oliver Radke, ex giocatore di football americano tedesco
- Oliver Ross, ex giocatore di football americano statunitense (Gainesville, n. 1949)
- Oliver Tribler, giocatore di football americano danese

## Giocatori di snooker(1)
- Oliver Lines, giocatore di snooker inglese (Seacroft, n. 1995)

## Giornalisti(5)
- Oliver Burkeman, giornalista e scrittore britannico (Liverpool, n. 1975)
- Oliver Janich, giornalista, scrittore e politico tedesco (Monaco di Baviera, n. 1969)
- Oliver Kalkofe, giornalista, scrittore e attore tedesco (Engelbostel, n. 1965)
- Oliver Schmidt, giornalista tedesco (Brachelen, n. 1972)
- Oliver Tickell, giornalista, saggista e attivista britannico

## Giuristi(1)
- Oliver Wendell Holmes, giurista statunitense (Boston, n. 1841 - Washington, † 1935)

## Hockeisti su ghiaccio(3)
- Oliver Ekman-Larsson, hockeista su ghiaccio svedese (Karlskrona, n. 1991)
- Oliver Kamber, ex hockeista su ghiaccio svizzero (Sissach, n. 1979)
- Oliver Setzinger, hockeista su ghiaccio austriaco (Horn, n. 1983)

## Hockeisti su prato(1)
- Oliver Korn, hockeista su prato tedesco (Düsseldorf, n. 1984)

## Illusionisti(1)
- Olivier Macia, illusionista francese (Casablanca, n. 1974)

## Imprenditori(1)
- Oliver Winchester, imprenditore e politico statunitense (Boston, n. 1810 - New Haven, † 1880)

## Matematici(2)
- Oliver Heaviside, matematico, fisico e ingegnere britannico (Londra, n. 1850 - Torquay, † 1925)
- Oliver Dimon Kellogg, matematico statunitense (Linwood, n. 1878 - Greenville, † 1932)

## Medici(2)
- Oliver St. John Gogarty, medico, poeta e scrittore irlandese (Dublino, n. 1878 - New York, † 1957)
- Oliver Wendell Holmes, medico, insegnante e scrittore statunitense (Cambridge, n. 1809 - Cambridge, † 1894)

## Mezzofondisti(1)
- Oliver Hoare, mezzofondista australiano (Sydney, n. 1997)

## Militari(1)
- Oliver North, ex militare statunitense (San Antonio, n. 1943)

## Modelli(1)
- Oliver Bjerrehuus, modello danese (n. 1975)

## Musicisti(1)
- Skream, musicista e disc jockey inglese (Bromley, n. 1986)

## Naturalisti(1)
- Oliver Perry Hay, naturalista e paleontologo statunitense (n. 1846 - † 1930)

## Neurologi(1)
- Oliver Sacks, neurologo e scrittore britannico (Londra, n. 1933 - New York, † 2015)

## Nobili(1)
- Oliver FitzRoy, nobile e militare inglese (Westminster - Damietta)

## Nuotatori(2)
- Oliver Dawson, nuotatore canadese (n. 2008)
- Oliver Klemet, nuotatore tedesco (n. 2002)

## Pallanuotisti(1)
- Oliver Horn, pallanuotista statunitense (St. Louis, n. 1901 - Grosse Ile Township, † 1960)

## Pallavolisti(1)
- Oliver Kieffer, ex pallavolista francese (Nanterre, n. 1979)

## Pattinatori di velocità su ghiaccio(1)
- Oliver Grob, pattinatore di velocità su ghiaccio svizzero (Cham, n. 1996)

## Piloti automobilistici(10)
- Oliver Askew, pilota automobilistico statunitense (Melbourne, n. 1996)
- Oliver Bearman, pilota automobilistico britannico (Chelmsford, n. 2005)
- Olli Caldwell, pilota automobilistico britannico (Hampshire, n. 2002)
- Oliver Goethe, pilota automobilistico danese (Londra, n. 2004)
- Oliver Jarvis, pilota automobilistico britannico (Burwell, n. 1984)
- Oliver Martini, ex pilota automobilistico italiano (Bologna, n. 1971)
- Oliver Oakes, ex pilota automobilistico britannico (Norfolk, n. 1988)
- Oliver Rasmussen, pilota automobilistico danese (Mougins, n. 2000)
- Oliver Rowland, pilota automobilistico britannico (Sheffield, n. 1992)
- Oliver Turvey, pilota automobilistico britannico (Penrith, n. 1987)

## Piloti di rally(1)
- Oliver Solberg, pilota di rally svedese (Fredrikstad, n. 2001)

## Piloti motociclistici(3)
- Oliver König, pilota motociclistico ceco (Praga, n. 2002)
- Oliver Petrucciani, pilota motociclistico svizzero (Losone, n. 1969)
- Oliver Pope, pilota motociclistico britannico (n. 1990)

## Pistard(2)
- Oliver Bleddyn, pistard e ciclista su strada australiano (n. 2002)
- Oliver Wood, pistard e ciclista su strada britannico (Wakefield, n. 1995)

## Polistrumentisti(1)
- Oliver Sim, polistrumentista e compositore inglese (Londra, n. 1990)

## Politici(10)
- Oliver Dowden, politico britannico (Park Street, n. 1978)
- Oliver Ellsworth, politico e avvocato statunitense (n. 1745 - † 1807)
- Oliver Ivanović, politico serbo (Rznić, n. 1953 - Mitrovica, † 2018)
- Oliver P. Morton, politico statunitense (Salisbury, n. 1823 - Indianapolis, † 1877)
- Oliver Paasch, politico belga (Malmedy, n. 1971)
- Oliver Saint John, politico britannico (n. 1598 - Augusta, † 1673)
- Oliver Spasovski, politico macedone (Kumanovo, n. 1976)
- Oliver Tambo, politico sudafricano (Mbizana, n. 1917 - Johannesburg, † 1993)
- Oliver Wolcott Jr., politico statunitense (Litchfield, n. 1760 - New York, † 1833)
- Oliver Wolcott, politico e militare statunitense (Windsor, n. 1726 - Farmington, † 1797)

## Produttori teatrali(1)
- Oliver Morosco, produttore teatrale statunitense (Logan, n. 1875 - Hollywood, † 1945)

## Pugili(3)
- Oliver Kirk, pugile statunitense (Beatrice, n. 1884 - Farmington, † 1960)
- Oliver McCall, pugile statunitense (Chicago, n. 1965)
- Oliver Taylor, ex pugile australiano (Townsville, n. 1938)

## Rapper(2)
- Kesi, rapper danese (Copenaghen, n. 1992)
- TopGunn, rapper danese (Frederiksberg, n. 1991)

## Registi(4)
- Oliver Hermanus, regista e scrittore sudafricano (Città del Capo, n. 1983)
- Oliver Hirschbiegel, regista tedesco (Amburgo, n. 1957)
- Oliver Parker, regista e sceneggiatore britannico (Londra, n. 1960)
- Oliver Schmitz, regista e sceneggiatore sudafricano (Città del Capo, n. 1961)

## Rivoluzionari(1)
- Oliver Bond, rivoluzionario irlandese (Letterkenny, n. 1762 - Londra, † 1798)

## Rugbisti a 15(7)
- Olly Barkley, rugbista a 15 britannico (Londra, n. 1981)
- Olivier Brouzet, ex rugbista a 15 e dirigente sportivo francese (Béziers, n. 1972)
- Ollie Chessum, rugbista a 15 britannico (Boston, n. 2000)
- Ollie Hassell-Collins, rugbista a 15 (Reading, n. 1999)
- Ollie Phillips, rugbista a 15 britannico (Brighton, n. 1982)
- Ollie Sleightholme, rugbista a 15 britannico (Northampton, n. 2000)
- Ollie Thorley, rugbista a 15 inglese (Londra, n. 1996)

## Saltatori con gli sci(1)
- Oliver Strohmaier, ex saltatore con gli sci austriaco (n. 1968)

## Sassofonisti(2)
- Oliver Lake, sassofonista, flautista e compositore statunitense (Marianna, n. 1942)
- Oliver Nelson, sassofonista, clarinettista e compositore statunitense (Saint Louis, n. 1932 - Los Angeles, † 1975)

## Sceneggiatori(1)
- Oliver Crawford, sceneggiatore e scrittore statunitense (Chicago, n. 1917 - Los Angeles, † 2008)

## Scenografi(3)
- Oliver Emert, scenografo statunitense (Los Angeles, n. 1902 - Oxnard, † 1975)
- Oliver Messel, scenografo inglese (Londra, n. 1904 - † 1978)
- Oliver Smith, scenografo e direttore artistico statunitense (Waupun, n. 1918 - New York, † 1994)

## Schermidori(2)
- Oliver Lücke, ex schermidore tedesco (n. 1964)
- Oliver Trinder, schermidore britannico (Dartford, n. 1907 - Sunninghill, † 1981)

## Sciatori alpini(1)
- Oliver Künzi, ex sciatore alpino svizzero (n. 1966)

## Sciatori freestyle(1)
- Oliver Davies, sciatore freestyle britannico (n. 1997)

## Scrittori(4)
- Oliver Friggieri, scrittore, poeta e critico letterario maltese (Floriana, n. 1947 - † 2020)
- Oliver Goldsmith, scrittore e drammaturgo irlandese (Elphin, n. 1730 - Londra, † 1774)
- Oliver La Farge, scrittore e antropologo statunitense (New York, n. 1901 - Albuquerque, † 1963)
- Oliver Pötzsch, scrittore tedesco (Monaco di Baviera, n. 1970)

## Scultori(1)
- Oliver Sheppard, scultore irlandese (Cookstown, n. 1865 - † 1941)

## Sindacalisti(1)
- Oliver Law, sindacalista statunitense (Texas, n. 1900 - Villaviciosa de Odón, † 1937)

## Snowboarder(1)
- Oliver Martin, snowboarder statunitense (n. 2008)

## Sollevatori(1)
- Oliver Caruso, ex sollevatore tedesco (Mosbach, n. 1974)

## Storici(2)
- Oliver Waterman Larkin, storico statunitense (Medford, n. 1896 - † 1970)
- Oliver W. Wolters, storico britannico (Reading, n. 1915 - Ithaca, † 2000)

## Storici dell'arte(2)
- Oliver Grau, storico dell'arte tedesco (n. 1965)
- Oliver Millar, storico dell'arte britannico (Standon, n. 1923 - Londra, † 2007)

## Tastieristi(2)
- Oliver Palotai, tastierista tedesco (Sindelfingen, n. 1974)
- Oliver Wakeman, tastierista e compositore britannico (Londra, n. 1972)

## Tennisti(3)
- Oliver Campbell, tennista statunitense (Brooklyn, n. 1871 - Campbellton, † 1953)
- Oliver Gross, ex tennista tedesco (Hanau, n. 1973)
- Oliver Marach, ex tennista austriaco (Graz, n. 1980)

## Tuffatori(2)
- Oliver Dingley, tuffatore britannico (Harrogate, n. 1992)
- Oliver Homuth, tuffatore tedesco (Berlino, n. 1992)

## Vescovi cattolici(1)
- Oliver Dashe Doeme, vescovo cattolico nigeriano (Kwanoeng, n. 1960)

## Wrestler(2)
- Jack Gallagher, wrestler inglese (Manchester, n. 1990)
- Oro Mensah, wrestler svizzero (Zurigo, n. 1996)

## Senza attività specificata(1)
- Oliver Strangfeld, ex pentatleta tedesco (n. 1972)